# أولاد الغري (بني سنجاج)
أولاد الغري هو دُوَّار يقع بجماعة امريزيڭ، إقليم سطات، جهة الدار البيضاء سطات في المملكة المغربية. ينتمي الدوّار لمشيخة بني سنجاج التي تضم 7 دواوير. يقدر عدد سكانه بـ 237 نسمة حسب الإحصاء الرسمي للسكان والسكنى لسنة 2004.

## روابط خارجية
- البوابة الوطنية للجماعات الترابية
- المندوبية السامية للتخطيط